# Johann Jakob Dahm
Johann Jakob Dahm (* 1659 in Weibern bei Kempenich; † 10. Juli 1727 in Mainz) war ein deutscher Orgelbauer.

## Leben
Dahm wurde 1659 in Weibern geboren und in St. Philippus und Jakobus (Kempenich) getauft. Als Geselle zog er um 1680 nach Würzburg, wo er am 2. Juni 1682 die Würzburgerin Maria Barbara Prexendörffer († 15. August 1731 in Mainz) heiratete. Das Bürgerrecht erhielt er im Jahr 1688. In seiner Würzburger Zeit wurden dem Ehepaar zwischen 1683 und 1696 zwei Töchter und vier Söhne geboren. Dahm war seit dem 12. Mai 1698 Bürger von Mainz und wurde in die Goldschmiedezunft aufgenommen, ab 1705 ist sein Titel „Domkapitelscher Orgelmacher“ nachweisbar. Lothar Franz von Schönborn zog neben Dahm auch den fränkischen Orgelbauer Anton Ignaz Will an den Mainzer Hof, die ihr Arbeitsgebiet vermutlich unter sich aufteilten. In Mainz wurde 1699 eine weitere Tochter Dahms getauft. Zu seinen Schülern gehörten Balthasar König und Joseph Gabler. Er starb 1727 in Mainz.

## Werk
Dahm gilt als einer der bedeutendsten Orgelbauer im mittelrheinischen Gebiet zu Beginn des 18. Jahrhunderts. Neben zahlreichen einmanualigen Orgeln schuf er auch einige größere Werke, wie beispielsweise für den Mainzer Dom und Kloster Eberbach, die seinen Ruhm weit verbreiteten. Zweimanualige Werke weisen ein Rückpositiv, dreimanualige ein Echowerk auf. Die Prospekte sind mainfränkisch und die Dispositionen bereits mittelrheinisch geprägt. So weisen Dahm-Orgeln regelmäßig französisch geprägte Zungenstimmen und in Diskantlage das aus Frankreich stammende Cornet auf. Der Prinzipalchor ist vollständig ausgebaut, der vor allem in Acht-Fuß-Lage um Flöten- und Streicherstimmen farbig ergänzt wird. Die Klangkronen sind homophon konzipiert. Das Pedal hat einen nur geringen Klaviaturumfang. In den harfenförmigen Seitenfeldern können hölzerne Prospektpfeifen stehen, die mit Zinnfolie belegt sind.

## Werkeliste
| Jahr     | Ort                  | Kirche                     | Bild | Manuale | Register | Bemerkungen |
| -------- | -------------------- | -------------------------- | ---- | ------- | -------- | --- |
| 1695     | Hopferstadt          | St. Peter und Paul         |      |         |          | nicht erhalten |
| 1700     | Mainz                | St. Sebastian              |      |         |          | Zuschreibung; nicht erhalten |
| 1702     | Mainz                | Dom                        |      | III/P   | 34       | Neben der spätgotischen Orgel an der Nordwand des Langhauses existierte auf der Nordchorette diese weitere Orgel, die nach dem Stifter „Cüntzer’sche Orgel“ genannt wurde. Für diese Orgel wird Dahm als Erbauer vermutet, da zu dieser Zeit kein weiterer Orgelbauer in der Stadt tätig war. Die dreimanualige Orgel teilte sich auf in Hauptwerk, Oberpositiv, Echo und Pedal. Nach der Auslagerung während der französischen Besatzung 1793 nach Hochheim wurde die Orgel später durch Ripple wiederaufgebaut. Erst 1928 wurde sie endgültig abgebrochen. Das barocke Gehäuse wurde 1988 in einem Keller des Doms wiederentdeckt und während einer Ausstellung im Mainzer Dommuseum 2011 erstmals wieder öffentlich gezeigt. |
| 1704     | Monreal              | Dreifaltigkeitskirche      |      | I/P     | 12       | verändert erhalten |
| 1705     | Mainz                | Kloster St. Jakob          |      |         |          | Zuschreibung; nicht erhalten |
| 1706     | Rauenthal (Rheingau) | Kloster Tiefenthal         |      | I/P     | 10       | nicht erhalten |
| um 1707  | Mainz                | Liebfrauenstift            |      |         |          | Zuschreibung; nicht erhalten |
| 1709     | Eltville am Rhein    | Kloster Eberbach           |      | III/P   | 35       | Nach Säkularisation des Klosters in die ehem. Mauritiuskirche in Wiesbaden überführt; dort 1850 beim Kirchenbrand zerstört |
| 1709     | Rüdesheim am Rhein   | Kloster Marienhausen       |      |         |          | nicht erhalten |
| 1710     | Frankfurt am Main    | Karmeliter-Kloster         |      | II/P    | 22       | 1748 Erweiterung durch Johann Christian Köhler um ein Echowerk; 1809 nach Säkularisation des Klosters Verkauf nach Flörsheim am Main, St. Gallus-Kirche (Foto); diese Orgel wurde in einem Bericht des Jahres 1817 als die beste und schönste Orgel des Herzogtums Hessen-Nassau neben der damals noch existierenden, ebenfalls von Dahm erbauten Orgel im Kloster Eberbach bezeichnet; heute III/P/39; Gehäuse und 11 Register von Dahm erhalten |
| 1711     | Weilburg             | Schlosskirche              |      | II/P    | 23       | Gehäuse und die (seit 1903 stummen) Prospektpfeifen von Hauptwerk (Principal 8′), Rückpositiv (Principal 4′) erhalten |
| 1711     | Dietkirchen          | Lubentiusstift             |      | I/P     | 13       | Später mehrfach umgebaut und erweitert; neben dem Gehäuse von Dahm sind Teile des Pfeifenwerks erhalten |
| 1715     | Mainz-Mombach        | alt St. Nikolaus vor 1955  |      | I/p     | 8        | Typ einer einmanualigen kleinen Kirchenorgel in Kurmainzischer Tradition auf der Basis eines Principal 4′. 1926 durch Neubau von Stahlhut ersetzt. |
| vor 1718 | Strinz-Margarethä    | Weißfrauenkloster Mainz    |      | I/P     | 13       | 1803 an die Saalkirche nach Nieder-Ingelheim verkauft; erhebliche Schäden im Revolutionskrieg; 1853 an die ev. Kirche Strinz-Margarethä verkauft (Bild), die Verzierungen und die bekrönende Madonna verblieben in Ingelheim; Orgel zum großen Teil erhalten |
| vor 1718 | Mainz                | Kloster Dalheim            |      |         |          | Zuschreibung |
| 1720     | Mainz                | Agneskloster               |      |         |          | Zuschreibung; bis 1904 in Mainz-Gonsenheim erhalten |
| 1721     | Mainz                | St. Emmeran                |      |         |          | Zuschreibung; 1902 durch Neubau von Martin Joseph Schlimbach ersetzt |
| 1721     | Mainz                | Klarissenkloster St. Klara |      |         |          | Zuschreibung; nicht erhalten |